# Eleição municipal de Nova Iguaçu em 2004
A eleição municipal da cidade brasileira de Nova Iguaçu ocorreu no dia 3 de outubro de 2004 para a eleição de um prefeito, um vice-prefeito e de 21 vereadores para a administração da cidade. Como o candidato a cargo majoritário não alcançou a maioria absoluta dos votos válidos, houve um novo escrutínio no dia 26 de outubro de 2004. O prefeito e o vice-prefeito eleitos assumiram os cargos no dia 1 de janeiro de 2005 e seus mandatos terminaram no dia 31 de dezembro de 2008. Com 57,73% dos votos válidos, o deputado federal Lindberg Farias, candidato do Partido dos Trabalhadores, foi eleito em segundo turno, derrotando o então prefeito Mário Marques, (que assumiu o cargo em 2002 após a renúncia de Nelson Bornier, que deixou a prefeitura para concorrer a uma vaga na Câmara dos Deputados nas eleições daquele ano) candidato do PMDB, que obteve 42,26%.

## Candidatos
| Cor | Nº | Candidato(a) a prefeito | Candidato(a) a prefeito                                     | Candidato(a) a vice-prefeito | Candidato(a) a vice-prefeito                       | Coligação |
| --- | -- | ----------------------- | ----------------------------------------------------------- | ---------------------------- | -------------------------------------------------- | --- |
|     | 13 |                         | Lindberg Farias (PT) Luiz Lindbergh Farias Filho            |                              | Itamar Serpa (PSDB) Itamar Serpa Fernandes         | Hora da Mudança - Partido dos Trabalhadores (PT) - Partido da Frente Liberal (PFL) - Partido Socialista Brasileiro (PSB) - Partido da Social Democracia Brasileira (PSDB) - Partido Comunista do Brasil (PCdoB) |
|     | 14 |                         | Fernando Gonçalves (PTB) Fernando Antonio Folgado Gonçalves |                              | Dionne Rocha (PAN) Dionne dos Santos Lima Carvalho | Mudar para Melhor - Partido Trabalhista Brasileiro (PTB) - Partido dos Aposentados da Nação (PAN) - Partido Trabalhista Cristão (PTC) |
|     | 15 |                         | Mário Marques (PMDB) Mário Pereira Marques Filho            |                              | Dr. Edésio (PMDB) Edésio da Cruz Nunes             | Crescer Sempre com Deus e o Povo - Partido do Movimento Democrático Brasileiro (PMDB) - Partido Progressista (Brasil) (PP) - Partido Democrático Trabalhista (PDT) - Partido Social Liberal (PSL) - Partido Trabalhista Nacional (PTN) - Partido Social Cristão (PSC) - Partido Liberal (PL) - Partido Popular Socialista (PPS) - Partido da Social Democrata Cristão (PSDC) - Partido Renovador Trabalhista Brasileiro (PRTB) - Partido Humanista da Solidariedade (PHS) - Partido da Mobilização Nacional (PMN) - Partido Verde (PV) - Partido Republicano Progressista (PRP) - Partido de Reedificação da Ordem Nacional (PRONA) - Partido Trabalhista do Brasil (PTdoB) |
|     | 16 |                         | Carlão (PSTU) Carlos Alberto Feliciano dos Santos           |                              | Victor Teixeira (PSTU) Victor Barros Teixeira      | Sem coligação - Partido Socialista dos Trabalhadores Unificado (PSTU) |
|     | 21 |                         | José Renato (PCB) José Renato André Rodrigues               |                              | Lincoln Gusman (PCB) Lincoln Gusman                | Sem coligação - Partido Comunista Brasileiro (PCB) |

## Resultados
| Candidato(a)             | Vice                    | 1º Turno 3 de outubro de 2004 | 1º Turno 3 de outubro de 2004 | 2º Turno 31 de outubro de 2004 | 2º Turno 31 de outubro de 2004 |
| Candidato(a)             | Vice                    | Votação                       | Votação                       | Votação                        | Votação                        |
| Candidato(a)             | Vice                    | Total                         | Porcentagem                   | Total                          | Porcentagem                    |
| ------------------------ | ----------------------- | ----------------------------- | ----------------------------- | ------------------------------ | ------------------------------ |
| Lindbergh Farias (PT)    | Itamar Serpa (PSDB)     | 181.185                       | 48,13%                        | 217.521                        | 57,74%                         |
| Mario Marques (PMDB)     | Dr. Edésio (PMDB)       | 147.137                       | 39,09%                        | 159.219                        | 42,26%                         |
| Fernando Gonçalves (PTB) | Dionne Rocha (PAN)      | 44.800                        | 11,90%                        | Não participaram               | Não participaram               |
| Carlão (PSTU)            | Victor Teixeira (PSTU)  | 2.353                         | 0,63%                         | Não participaram               | Não participaram               |
| José Renato (PCB)        | Lincoln Gusman (PCB)    | 947                           | 0,25%                         | Não participaram               | Não participaram               |
| Total de votos válidos   | Total de votos válidos  | 376.422                       | 100,00%                       | 376.740                        | 100,00%                        |
| Votos apurados           |                         |                               |                               |                                |                                |
| Votos válidos            | Votos válidos           | 376.422                       | 91,21%                        | 376.740                        | 95,50%                         |
| Votos em branco          | Votos em branco         | 10.693                        | 2,59%                         | 5.232                          | 1,33%                          |
| Votos nulos              | Votos nulos             | 25.593                        | 6,20%                         | 12.514                         | 3,17%                          |
| Total de votos apurados  | Total de votos apurados | 412.708                       | 100,00%                       | 394.486                        | 100,00%                        |
| Eleitores                |                         |                               |                               |                                |                                |
| Comparecimento           | Comparecimento          | 412.708                       | 85,91%                        | 394.486                        | 82,12%                         |
| Abstenções               | Abstenções              | 67.686                        | 14,09%                        | 85.908                         | 17,88%                         |
| Total de eleitores       | Total de eleitores      | 480.394                       | 100,00%                       | 480.394                        | 100,00%                        |

## Vereadores eleitos
A cidade de Nova Iguaçu elegeu vinte e um vereadores no pleito de 2004, sendo eles:
| 1. Cláudio Ciani (PP)                 | 6.329 | 1,64% |
| 2. Marcos Fernandes (PRP)             | 6.297 | 1,63% |
| 3. Rosângela Gomes (PL)               | 6.262 | 1,62% |
| 4. Mauricio Morais (PMDB)             | 5.596 | 1,45% |
| 5. Marcos Rocha (PRONA)               | 5.132 | 1,33% |
| 6. Nagi (PSC)                         | 5.019 | 1,30% |
| 7. Carlos Ferreira - Ferreirinha (PT) | 4.814 | 1,24% |
| 8. Marcos Ribeiro (PP)                | 4.476 | 1,16% |
| 9. Bispo Marivaldo (PMDB)             | 4.463 | 1,15% |
| 10. Xandrinho (PTB)                   | 4.257 | 1,10% |
| 11. Diva Bastos (PRONA)               | 4.234 | 1,09% |
| 12. Daniel da Padaria (PDT)           | 3.869 | 1,00% |
| 13. Zé Mineiro (PSC)                  | 3.660 | 0,95% |
| 14. Fernando Cid (PC do B)            | 3.471 | 0,90% |
| 15. Baiano (PFL)                      | 3.430 | 0,89% |
| 16. Celso Valentim (PAN)              | 3.401 | 0,88% |
| 17. Fausto 100% (PPS)                 | 3.254 | 0,84% |
| 18. Professora Marli (PT)             | 3.249 | 0,84% |
| 19. Marotte Já É! (PFL)               | 3.239 | 0,84% |
| 20. Chiquinho da Ambulância (PPS)     | 3.049 | 0,79% |
| 21. Birro (PSL)                       | 2.998 | 0,77% |